# Linguistique appliquée
La linguistique appliquée est un champ d'étude interdisciplinaire qui dépasse le domaine de la linguistique pure, n'intéressant pas uniquement l'enseignement des langues ou les thérapies de problèmes neurolinguistiques. Elle n'est pas non plus uniquement vouée à la recherche fondamentale.
Voici une liste des domaines qu'elle comprend, sans prétendre à l'exhaustivité car les contours de la linguistique appliquée présentent des nuances dans chaque pays, en fonction des traditions académiques :
- Acquisition du langage ;
- Analyse contrastive ;
- Analyse et production du signal de parole ;
- Didactique des langues, dont la didactique des langues étrangères ;
- Langage des enfants ;
- Langues de spécialité ;
- Langues en contact et variation linguistique en rapport avec la situation géographique, sociale et professionnelle ;
- Langues régionales et langue nationale ;
- Lexicologie et Lexicographie ;
- Nouvelles technologies éducatives ;
- Politique linguistique ;
- Rééducation linguistique en rapport avec l’audition ou la production ;
- Stylistique ;
- Terminologie ;
- Traduction ;
- Traitement automatique des langues naturelles (analyseurs automatiques, traduction  automatique, gestion des données documentaires) ;
- Troubles dans l’acquisition du langage ;
- Troubles du langage chez l’adulte.

Elle s'applique donc également au domaine de la traduction. Les problèmes générés par la traduction, notamment ceux concernant les références interlinguistiques, constituent autant de moments de réflexion susceptibles d'apporter des solutions concrètes aux traducteurs professionnels. Il semble que les apports de la linguistique contrastive, en mettant deux langues, deux cultures face à face et en faisant correspondre à chaque élément de chacune des deux un élément et un seul de l'autre puisse participer à l'éviction des ambiguïtés interprétatives des textes.